# Jean-Pascal Labille
Jean-Pascal Labille (ur. 23 lutego 1961 w Villers-Semeuse) – belgijski i waloński polityk, nauczyciel akademicki, od 2013 do 2014 minister na szczeblu krajowym.

## Życiorys
W 1985 uzyskał dyplom inżyniera na HEC-École de gestion Université de Liège, pozostał na uniwersytecie jako wykładowca i następnie profesor. Od 1991 zajmował się także działalnością gospodarczą, obejmował też kierownicze stanowiska w organizacjach powiązanych z Partią Socjalistyczną. 17 stycznia 2013 został ministrem ds. przedsiębiorstw państwowych i współpracy na rzecz rozwoju Belgii w rządzie kierowanym przez Elia Di Rupo, zastępując Paula Magnette. Pełnił tę funkcję do 2014.